# Lungehinden
Lungehinden (lat: Pleura) er en tynd, elastisk bindevævshinde, der ligger omkring hver lunge. Hinden består af to lag, det ene lag, pleura visceralis, beklæder lungernes overflade – også ind i spalterne mellem lungelapperne. Det andet lag, pleura parietalis, sidder fast på indersiden af brystkassens væg. Mellemrummet mellem de to lag af hinden hedder pleurahulen. Den smørende væske ,der altid findes her, har et lavere tryk end trykket i lungerne. Det betyder at væske i pleurahulen har en sugende kraft. Den suger derfor lungernes overflade ud mod brystkassens væg, mod diaphragma og mediastinum. Det er derfor undertrykket i pleurahulen, der forhindrer lungerne i at klappe sammen.
| Naturvidenskab | Spire Denne naturvidenskabsartikel er en spire som bør udbygges. Du er velkommen til at hjælpe Wikipedia ved at udvide den. |